# Kaiten
Els Kaiten (回 天) van ser una sèrie de torpedes humans suïcides que va emprar l'Armada Imperial Japonesa durant les acaballes de la Segona Guerra Mundial.

## Desenvolupament
Els Kaiten van ser una iniciativa de dos joves oficials navals, tots dos pilots de minisubmarins, que van idear durant 1942 la creació d'un torpede tripulat prenent com a base l'excel·lent torpede Tipus 93 llavors en servei. El disseny va estar llest el gener de 1943, i després ser-los requerit un sistema d'escapament per al pilot, es va autoritzar la creació d'un prototip al febrer de 1944. Al juny d'aquest any, i a causa de les pèrdues navals japoneses en les Mariannes, es va donar total prioritat al projecte. Per augmentar el secret sobre aquest, el terme per referir-se als Kaiten era  Accessori metàl·lic Maru 6 .

## Disseny
Bàsicament, un Kaiten era un torpede Tipus 93 al qual se li afegia un casc eixamplat on ubicar un pilot, tancs de llast per permetre la immersió i dipòsits d'aire comprimit. El pilot disposava d'un periscopi, però no tenia ràdio o sonar. Els Kaiten podien ser desplegats des d'unitats de superfície, però l'habitual era emprar un submarí nodrissa. El pilot podia abordar el Kaiten des del submarí en immersió a través d'un accés preparat a aquest efecte, i mantenir-se en comunicació telefònica per rebre dades de l'objectiu fins al moment de ser alliberat. Els primers exemplars del Tipus 1 només tenien una escotilla d'accés, de manera que els pilots havien d'abordar-los des unitats de superfície o bé en un submarí emergit. Per facilitar el desplegament en combat, es va afegir l'accés a través d'una segona escotilla, a la part inferior.
Hi va haver cinc tipus diferents de Kaiten. El Tipus 1 va ser del que més unitats es van construir, 330. El Tipus 2 emprava un innovador motor de peròxid d'hidrogen i querosè, però la dificultat en desenvolupar aquests motors va limitar la seva fabricació a unes poques unitats. Del Tipus 3 hi va haver un únic exemplar experimental amb motor d'oxigen i querosè, mentre que del Tipus 4, que emprava un nou motor alimentat com el del Tipus 3, es van construir 50 unitats. Finalment, el Tipus 10 consistia en un torpede Tipus 92 amb una secció central afegida en la qual se situava el pilot. A causa del seu motor elèctric, el rendiment era molt inferior comparat al de la resta de Kaiten.

Kaiten Tipus 1.

Kaiten Tipus 2.

Kaiten Tipus 4.

Kaiten Tipus 10.

## Historial de servei
L'èxit dels Kaiten va ser escàs, tenint l'enfonsament d'un destructor d'escorta, el USS  Underhill , com el seu principal èxit. No només no van infligir excessives pèrdues, sinó que els submarins nodrissa que els desplegaven van patir considerables baixes.